# Relations entre l'Azerbaïdjan et l'Espagne
Les relations entre l'Azerbaïdjan et l'Espagne sont des relations extérieures entre la République d'Azerbaïdjan et le Royaume d'Espagne.

## Histoire
L’Espagne entretient des relations diplomatiques avec la République d’Azerbaïdjan depuis le 11 février 1992, peu après son indépendance après la dissolution de l’Union soviétique.
Le 8 juillet 1997, le président Heydar Aliyev et le ministre des Affaires étrangères, Hassan Hassanov, ont assisté à un sommet de l'OTAN à Madrid.
En 2003, le commerce extérieur entre l’Espagne et l’Azerbaïdjan a totalisé 264,3 millions de dollars EU entre janvier et juin 2003. Les exportations de pétrole brut de l’Azerbaïdjan vers l’Espagne se sont chiffrées à 241,3 millions de dollars. Des biens et services d'une valeur de 23 millions de dollars ont été importés d'Espagne. La société espagnole Repsoil est impliquée dans l'exploration pétrolière en Azerbaïdjan.
À la fin de 2005, l’Azerbaïdjan a ouvert une ambassade à Madrid.
En 2005, l'Azerbaïdjan attendait la signature de deux accords bilatéraux: l'Accord bilatéral sur la promotion et la protection réciproque des investissements et la Convention visant à éviter les doubles impositions.
En 2006, des diplomates espagnols ont rencontré à Bakou des représentants du bureau du président, du ministère des Affaires étrangères et ont rencontré des dirigeants de l'opposition. La délégation a également rencontré des ambassadeurs d'États membres de l'OSCE accrédités à Bakou.

## Ambassade
L'Azerbaïdjan a ouvert son ambassade à Madrid fin 2005. Anar Maharramov, ambassadeur d'Azerbaïdjan en Espagne.